# Liste der Bodendenkmäler in Gstadt am Chiemsee
Auf dieser Seite sind die Bodendenkmäler in der oberbayerischen Gemeinde Gstadt am Chiemsee zusammengestellt. Diese Tabelle ist eine Teilliste der Liste der Bodendenkmäler in Bayern. Grundlage ist die Bayerische Denkmalliste, die auf Basis des Bayerischen Denkmalschutzgesetzes vom 1. Oktober 1973 erstmals erstellt wurde und seither durch das Bayerische Landesamt für Denkmalpflege geführt wird. Die folgenden Angaben ersetzen nicht die rechtsverbindliche Auskunft der Denkmalschutzbehörde.

## Bodendenkmäler in Gstadt am Chiemsee
| Lage                    | Objekt | Akten-Nr.     | Bild           |
| ----------------------- | --- | ------------- | -------------- |
| (Standort)              | Körpergräber des frühen Mittelalters. | D-1-8040-0138 |                |
| (Standort)              | Straße der römischen Kaiserzeit (Teilstück der Trasse Augsburg–Salzburg). | D-1-8040-0140 |                |
| (Standort)              | Siedlung vor- oder frühgeschichtlicher Zeitstellung. | D-1-8040-0195 |                |
| Kirchplatz 6 (Standort) | Untertägige mittelalterliche und frühneuzeitliche Befunde und Funde im Bereich der katholischen Pfarrkirche St. Simon und Judas Thaddäus in Gollenshausen am Chiemsee und ihrer Vorgängerbauten. | D-1-8040-0198 |                |
| Seestraße 13 (Standort) | Untertägige mittelalterliche und frühneuzeitliche Befunde und Funde im Bereich der katholischen Filialkirche St. Peter und Paul in Gstadt am Chiemsee und ihrer Vorgängerbauten.                 | D-1-8140-0199 | weitere Bilder |